# Bad Asses
Bad Asses (Tipos duros en España y Un tipo duro 2 en Hispanoamérica) es una película de acción estadounidense de 2014 protagonizada por Danny Trejo y Danny Glover, escrita y dirigida por Craig Moss . La película es una secuela de la película Bad Ass de 2012 y se lanzó en DVD durante la primavera de 2014.

## Sinopsis
Desde la última vez que vimos a Frank, siguió su sueño y abrió un Centro Comunitario en el este de Los Ángeles donde asesora a jóvenes boxeadores, no solo en el ring, sino en la vida. A menudo visita una tienda de licores dirigida por un exjugador de hockey, Bernie Pope. Cuando su preciado estudiante, Manny, se mete en problemas con una mala gente y termina muerto, Frank y Bernie se unen, encontrándose atrapados en una situación que amenaza la vida tras otra. Obligados a escapar usando las únicas armas que tienen, su ingenio y sus puños, deben sobrevivir a la avalancha de furia que cae sobre ellos y el nuevo amor de Frank por parte de un poderoso enemigo con conexiones políticas, Leandro (Andrew Divoff).

## Reparto
- Danny Trejo como Frank Vega
- Danny Glover como Bernie Pope
- Andrew Divoff como Leandro Herrera
- Jacqueline Obradors como Rosaria Parkes
- Charlie Carver como Eric
- Patrick Fabian como Oficial Malark
- Jonathan Lipnicki como "Martillo"
- Leon Thomas III como Tucson
- Dante Basco como Asiático desgarbado
- Ryan Slater como Caucásico delgado
- Rob Mello como Buford Granger
- Sarah Dumont como Jessica

## Secuela
La fecha de estreno de la tercera entrega de la franquicia, titulada Bad Asses on the Bayou, se anunció en diciembre de 2014. La película se estrenó en los cines el 6 de marzo de 2015.